# 人見きよし
人見 きよし（ひとみ きよし、1930年8月1日 - 1985年5月22日）は、秋田県出身の俳優、コメディアン。本名は五十嵐 孝治。

## 来歴・人物
1948年、森川信一座に入り、関西中心に喜劇で活躍。その後、朝日放送のドラマ『びっくり捕物帖』でテレビ初出演。1961年放送の『スチャラカ社員』では「ほんと、ちい〜とも知らなかったわァ」が流行語になった。『てなもんや三度笠』などに出演。その後テレビ、映画、吉本新喜劇などの舞台に数多く出演。時代劇や刑事ドラマでは、コミカルな役や普段のイメージとは違う悪役を多く演じた。家庭での素顔は子煩悩で優しい父親だったという。

1985年5月20日朝6時頃、自宅トイレで吐血して倒れているところを家族に発見される。直ちに病院に救急搬送され入院し、治療に専念していた。しかし酒好きが祟って内臓全体が炎症を起こしており、手の施しようが無かったという。倒れた2日後の5月22日、心不全のため死去。享年54。死の直前に長女の名前を呟いたのが最後の言葉だった。

## 出演作品

### テレビ番組
日本テレビ
- 俺はすけてん（1964年） - とん兵衛
- 丸出だめ夫（1966年）
- 超人バロム・1（1972年）
  - 第21話「魔人クチビルゲがバロム・1を食う!!」 - 酔っ払いの男
  - 第33話「魔人マユゲルゲは地獄の糸で焼き殺す!!」 - 大岡
- 伝七捕物帳
  - 第12話「ご赦免花の咲く日まで」（1973年） - 法六
  - 第137話「百叩き一両小判」（1977年） - 十衛門
  - 第140話「命を賭けた待ッタナシ」（1977年） - 辰五郎
- 桃太郎侍 第26話「泥沼に咲いた紅い花」（1977年） - 太郎兵ヱ
- 火曜サスペンス劇場
  - 「校内暴力殺人事件」（1982年4月20日） - 教頭
  - 「女が見ていた」（1983年1月18日）
  - 「朝まで待てない」（1983年5月3日） - 牛乳配達員役
- 右門捕物帖 第15話「伝六の初恋」（1983年3月1日）
- 事件記者チャボ! 第19話「ビックリ! チャボの大変装!?」（1984年） - 竹野
- ニッポン親不孝物語（1985年）※遺作

テレビ朝日
- 遠山の金さん捕物帳 第29話「やくざに泣く女」（1971年） - 平助
- 秘密戦隊ゴレンジャー 第62話「白い怪奇! 死神館の罠」（1976年） - 駐在
- 吉宗評判記 暴れん坊将軍 第65話「恐れ多くもお茶壺道中」（1979年） - 唐津屋玄兵衛
- 伝七捕物帳 （1979年）
  - 第2話「血染めの証文」
  - 第28話「異母兄弟」
- ザ・ハングマン
  - ザ・ハングマン 第46話「熱血 すっぽん刑事」（1981年10月2日） - 安井哲夫（元潮組組長）
  - ザ・ハングマンII 第26話「嫁の殺意・ポックリ寺の謎」（1982年12月10日） - 尾上社長（あけぼの観光社長）

東京12チャンネル→テレビ東京
- プレイガールシリーズ
  - プレイガール
    - 第21話「女が裸をかけるとき」(1969年)
    - 第33話「ギャング子守唄」 (1969年)
    - 第50話「美少年仁義」 (1970年)　- 古井五郎
    - 第57話「死んでも裸ははなさない」 (1970年)　- 山崎
    - 第61話「女のすご腕」 (1970年) - 剣持
    - 第70話「殴り込み替え玉作戦」 (1970年) - 前川・南※二役
    - 第76話「勇み肌きょうだい仁義」 (1970年)　- 森
    - 第85話「目撃者死んで貰います」 (1970年)　- 小田
    - 第91話「酔いどれはだか仁義」 (1970年)　- 六五郎
    - 第94話「恋の長崎殺人事件」 (1971年)　- 杉岡
    - 第107話「狂い咲き残侠伝」 (1971年)　- 松吉
    - 第117話「ギャング父ありき」 (1971年)　- 一昨日のジョー
    - 第121話「夢を追う殺し屋」 (1971年)　- 桜庭
    - 第132話「欲望という名の欠陥車」(1971年)　- 大吉
    - 第157話「迫力世界一の女」 (1972年) - 次郎
    - 第196話「初笑い風俗取締り巡査」（1973年)　- 俊海
    - 第213話「裸女は楽園へ帰れ」（1973年)　- 新見
    - 第230話「裸の女は夏死ぬ」 (1973年)　- 松川
    - 第265話「出雲・女は裸で一騎討ち」 (1974年)　- 丸林
    - 第276話「裸のままで、この朝を」 (1974年)　- 石川長太郎

  - プレイガールQ
    - 第10話「おんな風呂殺人事件」 (1974年)　- 門馬刑事
    - 第41話「放送300回記念・東京エマニエル夫人」（1975年）- クラブ・エマニエルの客※ノンクレジット
    - 第42話「温泉脱ぎ脱ぎ作戦」(1975年)　- 滑川刑事
- 大江戸捜査網
  - 第2シリーズ 第62話「江戸っ子義賊夜に泣く」（1972年）
  - 第3シリーズ
    - 第129話「女房殺しの罠」（1974年） - 八五郎
    - 第196話「殺しの招待状」（1975年） - 秋葉屋
    - 第238話「万引姫大奮戦」（1976年） - 唐物骨董問屋・南蛮屋
    - 第253話「涙で切った地獄花」（1976年） - 松吉
    - 第351話「女義賊 怒りの逆襲」（1978年）

  - 新 大江戸捜査網（1984年）
    - 第2話「走れ炎のごとく新隠密軍団」（4月14日） - 親方
    - 第12話「さらば極道情け節」（6月23日） - 神主
- そば屋梅吉捕物帳（1979年9月26日 - 1980年3月26日） - 五郎蔵

TBSテレビ
- ミツワデラックスクイズ ショー・ダウン（1964年） - 司会
- 柔道一直線 第3話「鬼車 悪魔車 涙車」（1969年）
- アイフル大作戦
  - 第9話「死を招く目のない人形」（1973年6月9日）
  - 第19話「東京-網走　同棲時代コンテスト」（1973年8月18日）
- バーディー大作戦 第39話「連続殺人! 女の事件簿」（1975年2月1日）
- 噂の刑事トミーとマツ 第20話「高校三年生と年上の女」（1980年3月5日）- スーパー社長・竹野

フジテレビ
- ロボット8ちゃん 第4話「パパラ殿下のラブラブ作戦」（1981年10月25日） - パパラ殿下

大阪テレビ放送→朝日放送
- ダイラケのびっくり捕物帖（1957年4月22日 - 1960年5月22日）
- スチャラカ社員（1961年4月2日 - 1967年4月30日）
- てなもんや三度笠（1962年5月6日 - 1968年3月31日）
- ごろんぼ波止場（1964年 - 1966年）
- 必殺シリーズ
  - 必殺からくり人・富嶽百景殺し旅 第8話「甲州犬目峠」（1978年） - 助三
  - 翔べ! 必殺うらごろし 第11話「人形が泣いて愛する人を呼んだ」（1979年） - 巴屋喜左ヱ門

関西テレビ放送
- 若さま侍捕物手帖 第14話「嘘つき長屋」（1973年8月5日） - 六三郎
- 柳生一族の陰謀 第16話「夜霧に鬼女が笛を吹く」（1979年1月16日） - 一条頼房

毎日放送
- 華麗なる一族（1974年） - 河森富造
- 仮面ライダーストロンガー第1話「おれは電気人間ストロンガー!!」（1975年4月5日） - 結城信太郎

### 映画
- 雑兵物語（1963年、大映）
- くたばれ!社用族（1964年、東宝）
- こちら婦人科（1964年、松竹）
- 無頼漢仁義（1965年、東映）
- 大日本殺し屋伝（1965年、日活）
- 色ごと師春団治（1965年、東映）
- 五泊六日（1966年、東映）
- 丹下左膳 飛燕居合斬り（1966年、東映）
- 喜劇 駅前漫画（1966年、東宝）
- 兄弟仁義（1966年、東映）
- 任侠 魚河岸の石松（1967年、東映）
- 博奕打ち 不死身の勝負（1967年、東映）
- ラーメン大使（1967年、大映）
- 博徒列伝（1968年、東映）
- 極道社員遊侠伝（1968年、松竹）
- 喜劇 競馬必勝法 一発勝負（1968年、東映）
- ㊙トルコ風呂（1968年、東映）
- 盛り場ブルース（1968年、東映）
- 温泉あんま芸者（1968年、東映）
- 産業スパイ（1968年、東映）
- 前科者（1968年、東映）
- 待っていた極道（1969年、東映）
- 現代やくざ 与太者の掟（1969年、東映）
- 夜の歌謡シリーズ 長崎ブルース（1969年、東映）
- 喜劇 婚前旅行（1969年、松竹）
- 野蛮人のネクタイ（1969年、日活）
- 徳川いれずみ師 責め地獄（1969年、東映）
- 前科 仮釈放（1969年、日活）
- 女親分 喧嘩渡世（1969年、東映）
- 日本一の断絶男（1969年、東宝）
- 渡世人列伝（1969年、東映）
- 斬り込み（1970年、日活）
- 極道釜ケ崎に帰る（1970年、東映）
- 不良番長 王手飛車（1970年、東映）
- ずべ公番長 夢は夜ひらく（1970年、東映）
- 喜劇 セックス攻防戦（1972年、東映）
- 怪獣大奮戦 ダイゴロウ対ゴリアス（1972年、円谷プロ / 東宝） - TVキャスター 役
- 性豪列伝 お揉みいたします（1973年、日活）
- ポルノ時代劇 忘八武士道（1973年、東映）
- ザ・ドリフターズのカモだ!!御用だ!!（1975年、松竹）
- 喜劇 女の泣きどころ（1975年、松竹）
- 瀬戸はよいとこ花嫁観光船（1976年、松竹）
- ギャンブル一家 チト度が過ぎる（1978年、東映）
- 転校生（1982年、松竹）